# Goldberg
Goldberg ist eine Stadt im Landkreis Ludwigslust-Parchim in Mecklenburg-Vorpommern. Sie ist Sitz des Amtes Goldberg-Mildenitz, dem mit Goldberg fünf Gemeinden angehören. Der Ort ist ein Grundzentrum.

## Geografie

### Lage
Die Stadt liegt an der Mildenitz und wird flankiert vom Goldberger See im Osten, vom Dobbertiner See im Nordwesten und vom Großen Medower See im Süden. Das Buchholz, eine Halbinsel im Dobbertiner See, gehört zu Goldberg. Die Stadt ist auf drei Seiten vom Naturpark Nossentiner/Schwinzer Heide umgeben. Südlich von Goldberg liegt die Nordsee-Ostsee-Wasserscheide. Nachbargemeinden (im Uhrzeigersinn) sind Dobbertin, Neu Poserin, Gallin-Kuppentin, Passow, Werder und Techentin.

### Stadtgliederung
Zu Goldberg gehören folgende Ortsteile:
|                                 |                              |                                        |
| - Diestelow - Grambow - Lüschow | - Medow - Neuhof - Sehlsdorf | - Steinbeck - Wendisch Waren - Woosten |

### Nachbargemeinden
Umgeben wird Goldberg von den Nachbargemeinden Dobbertin im Norden, Neu Poserin im Osten, Gallin-Kuppentin im Südosten, Passow im Süden, Werder im Südwesten sowie Techentin im Westen.

## Geschichte

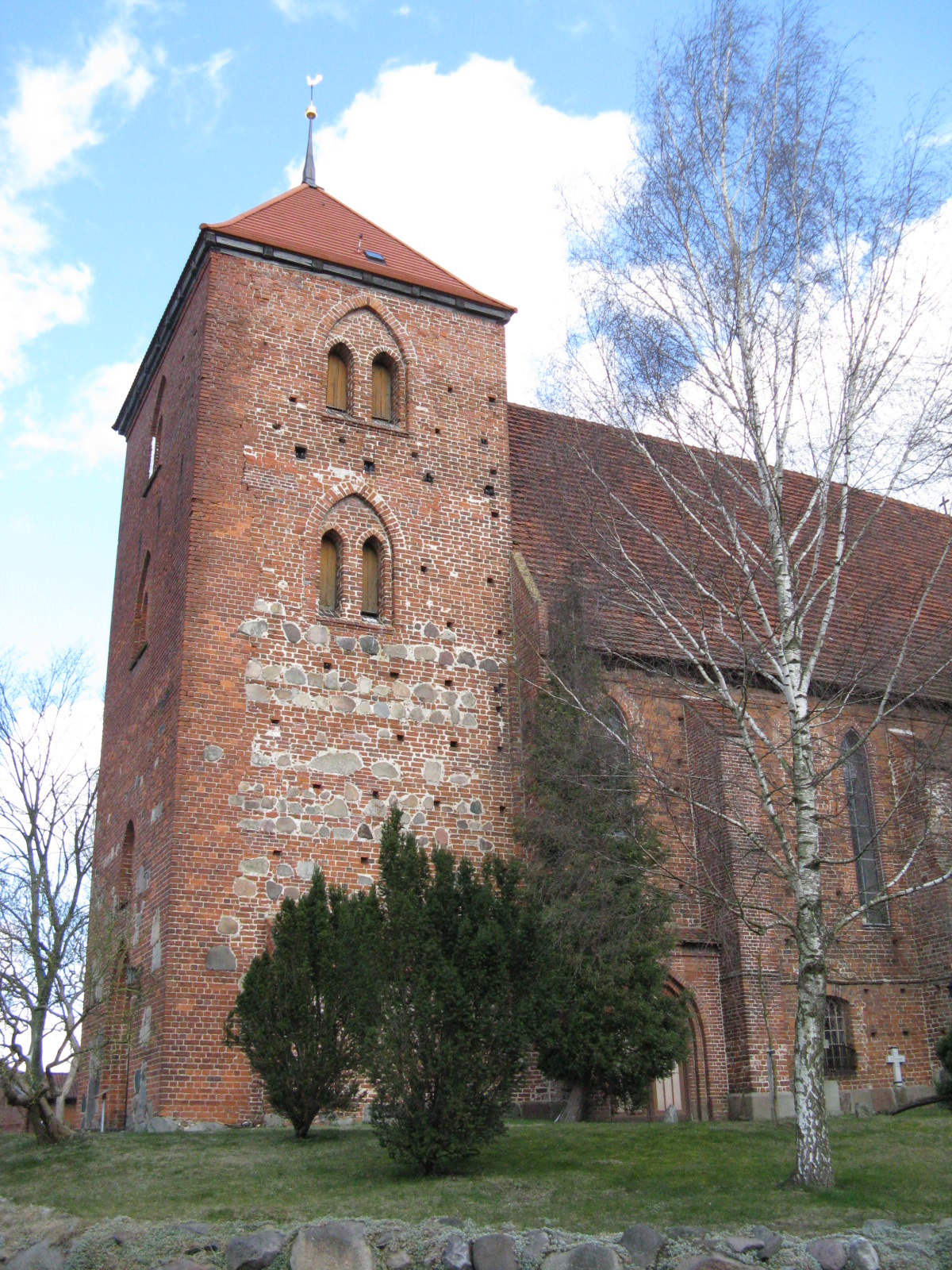
Kirche in Goldberg (2008)

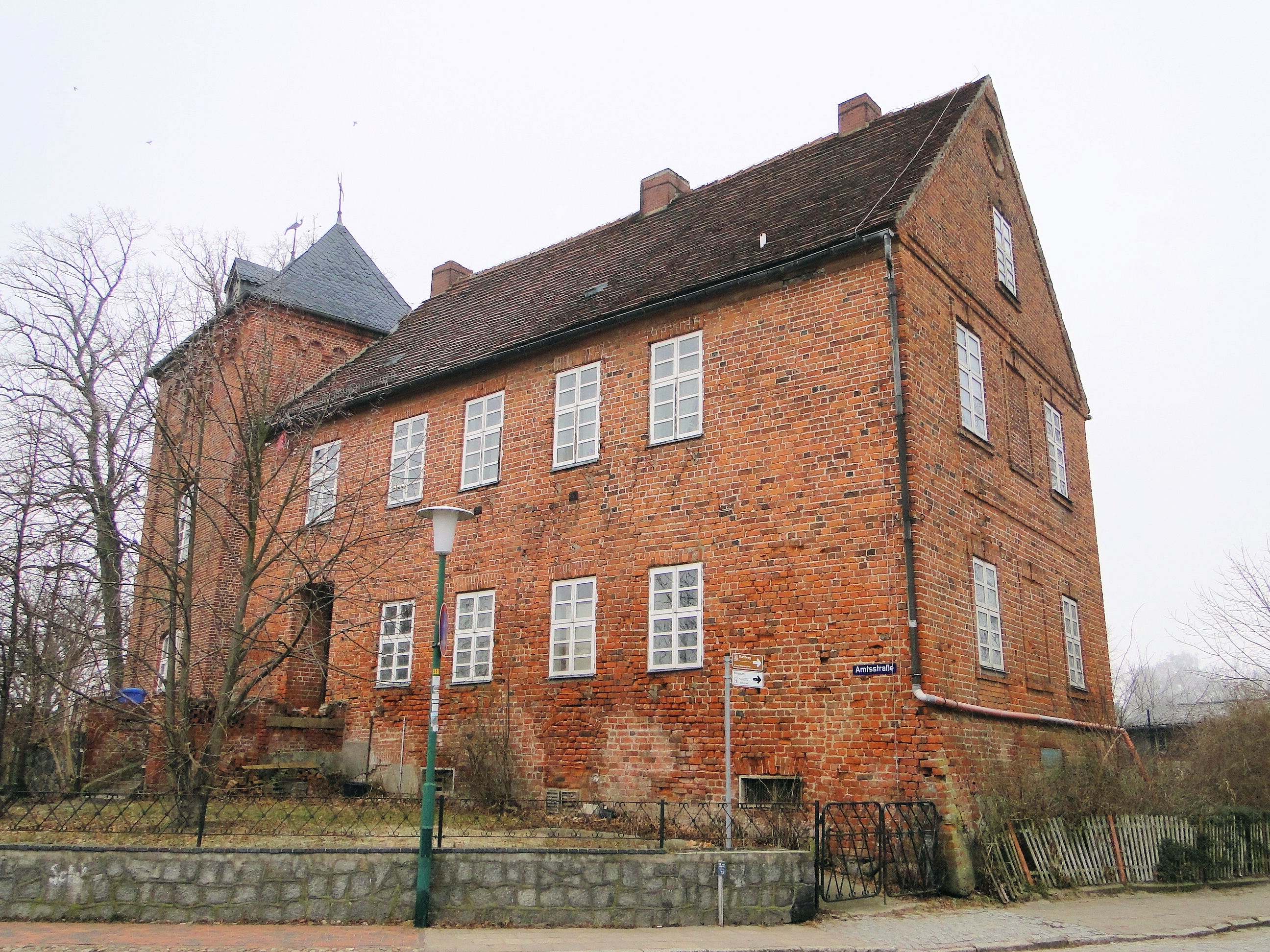
Herzogliches Amtshaus mit Teilen der Alten Burg (2011)

Das Gebiet um Goldberg war bereits in der Steinzeit besiedelt. Auch in der Bronze- und Eisenzeit sind durch Funde Siedlungen belegt. Bis in das 12. Jahrhundert war die Gegend von Wenden bevölkert.

### Goldberg
Goldberg wurde 1227 erstmals als Gols urkundlich erwähnt und erhielt 1248 als Goltberch das Stadtrecht durch Fürst Pribislaus verliehen. Die gotische  Kirche wurde 1290 errichtet; der eckige Westturm stammt aus dem 15. Jahrhundert. 1316 erbaute Fürst Johann III. von Mecklenburg in Goldberg ein Schloss und begründete die Linie Werle-Goldberg. Nach seinem Tod erlosch das Geschlecht, und das Besitzrecht ging an die Fürsten der Linie Werle-Güstrow über. Bereits 1331 ist eine Schule bezeugt. Goldberg wurde Landstadt in Mecklenburg und war als solche eine der Städte im Wendischen Kreis, die bis 1918 auf mecklenburgischen Landtagen der 1523 vereinten Landstände vertreten waren.
Ein Großbrand von 1500 vernichtete Goldberg völlig. Die wiederaufgebaute Stadt blieb auch von den Wirren und Zerstörungen des Dreißigjährigen Krieges nicht verschont; sie musste Einquartierungen und die Pest über sich ergehen lassen. 1643 brannte die Kirche nach einem Blitzschlag aus; sie wurde aber bis 1650 unter Verwendung alter Steine wieder errichtet. Am Anfang des 18. Jahrhunderts war die Stadt oft Tagungsort bei regionalen Streitigkeiten. 1806 wurden tausende Preußen und Franzosen in Goldberg einquartiert (die Stadt hatte damals etwa 1000 Einwohner).
Eine Phase des Aufschwunges erlebte die Stadt nach 1817, als sich Goldberg nach der Erschließung einer eisenhaltigen Quelle durch den Apotheker Otto Kychenthal als Kurbad (Stahlbad Goldberg) etablierte. Nach einigen Jahrzehnten starken Wachstums kam der Kurbetrieb nach 1900 jedoch wieder zum Erliegen.
Das herzogliche Amtshaus entstand mit dem rechten Flügel im 17. und dem linken Flügel im 18. Jahrhundert am Standort der früheren Burg. Die Wallgräben wurden 1792 zugeschüttet. Das Rathaus wurde 1828 oder 1832 errichtet, die Synagoge 1845. 1859 wütete eine Cholera-Epidemie in der Stadt. Bis 1870 wurde Goldberg an das Straßennetz nach Karow, Lübz und Crivitz angeschlossen. Der Bau der Bahnlinie von Wismar über Sternberg und Goldberg zum Knotenpunkt Karow 1887 erschloss neue Gewerbemöglichkeiten (1996 wurde der Personenverkehr eingestellt). Die größte Einwohnerzahl erreichte die Stadt 1948: 5140, darunter viele Umsiedler. Goldberg war von 1963 bis 1997 Garnisonsstadt. Von 1963 bis 1985 entstand eine größere Wohnsiedlung mit 768 Wohnungen in Plattenbauweise.
Der jüdische Friedhof in Goldberg befand sich an der Güstrower Straße. Bis 1920 fanden Beisetzungen statt. 1950 verkaufte die jüdische Landesgemeinde das Grundstück an die Stadt. Der Friedhof wurde 1953 eingeebnet und das Gelände zu einer Grünfläche.
1964 wurde die selbständige Artillerieabteilung 8 (sAA-8) der NVA von Stern-Buchholz nach Goldberg verlegt und 1967 in Raketenabteilung 8 (RA-8) umbenannt. 1983 wurde sie nach Hermann Schuldt benannt.
Von 1952 bis 1994 gehörte Goldberg zum Kreis Lübz (bis 1990 im DDR-Bezirk Schwerin, dann im Land Mecklenburg-Vorpommern). 1994 wurde die Stadt in den Landkreis Parchim eingegliedert. Seit der Kreisgebietsreform 2011 liegt sie im Landkreis Ludwigslust-Parchim.
Nach 1990 wurden die Wohnungen des Goldberger Plattenbaugebiets modernisiert. Die städtische Infrastruktur, das Rathaus und einige Wohnhäuser der Altstadt wurden im Rahmen der Städtebauförderung seit 1991 saniert. 1997 wurde der Bundeswehrstandort geschlossen.
Am 1. Januar 2005 fusionierte die amtsfreie Stadt Goldberg mit dem ehemaligen Amt Mildenitz zum neuen Amt Goldberg-Mildenitz.

### Ortsteile
Diestelow gehörte im 13. Jahrhundert der Familie von Brüsewitz. In der Bestätigungsurkunde vom 10. August 1295 wurde auch das Dorf Distelowe (Ditelow) aufgeführt. Der Name stammt aus dem Slawischen und soll sich von tun oder arbeiten ableiten, es könnte aber auch ein slawischer Personenname Ort des Zdislav sein.
Grambow wurde 1295 erstmals urkundlich erwähnt. Der slawische Name Grab (stark, dick) könnte mit Ort des Grabov, des Starken, gedeutet werden. Das Gut war u. a. im Besitz der Familien von Brüsewitz (13./14. Jahrhundert), von Weltzien (ab 1379), Jobst Hinrich von Bülow (ab 1733), von Passow (ab 1738) und von Brandenstein (1896–1945). Das Gut wurde nach 1945 aufgesiedelt. Das Gutshaus wurde um 1700 gebaut.
Lüschows Ersterwähnung erfolgte 1237. Der Name wird vom slawischen Lis, Liska für Fuchs, aber auch als Personenname Luzcowe, Lucek gedeutet. Die ersten Häuslereien sind vor 1882 entstanden, weitere Siedlungshäuser folgten 1895, 1900 und nach 1902. 1884 entstand eine Kalkbrennerei, die bis 1916 produzierte.
Medow wurde erstmals 1310 urkundlich erwähnt. Es war bis 1455 beim Kloster Neuenkamp. Danach siedelten hier Bauern und Kossaten. Von 1757 bis 1860 gab es eine Ziegelei. Von 1843 bis 1945 bestand ein Gut mit u. a. Schafzucht, das nach 1934 und 1945 aufgesiedelt wurde.
Sehlsdorf wurde 1292 als Bossceldorpe erstmals erwähnt und gehörte zum Kloster Dobbertin. Vier Bauern bewirtschafteten das Land. Das verpachtete Klostergut bestand von 1637 bis 1945; es wurde dann aufgesiedelt.
Steinbeck: Die Domäne Steinbeck war zusammen mit der benachbarten Domäne Zidderich zuletzt in Erbpacht.
Wendisch Waren wurde als Wendeschen Warne  1296 erstmals erwähnt. Der slawische Name Waren leitet sich von vranŭ für Krähe oder Rabe ab.
Woosten gelangte 1296 an das Kloster Neuenkamp. Eine Burg auf der Insel im Woostener See aus dem 10. Jahrhundert wurde im 13. Jahrhundert aufgegeben, und im Ort wurde eine Burg und später das von 1740 bis 1939 bestehende Herrenhaus errichtet. Die Dorfkirche Woosten stammt aus dem 14. Jahrhundert. Der Ort war Sitz der Familie von Woosten (13./14. Jh.). Gutsbesitzer war dann bis 1752 die Familie von Grabow; danach war es herzogliches Kammergut. Es wurde nach 1945 aufgesiedelt.

### Eingemeindungen
Am 1. Juli 1950 wurden Medow und Steinbeck in die Stadt Goldberg eingegliedert. Zum 1. Januar 2012 wurden die eigenständigen Gemeinden Diestelow und Wendisch Waren nach Goldberg eingemeindet.

## Bevölkerung
| Jahr | Einwohner |
| ---- | --------- |
| 1990 | 4987      |
| 1995 | 4398      |
| 2000 | 3931      |
| 2005 | 3680      |
| 2010 | 3277      |
| 2015 | 3683      |

| Jahr | Einwohner |
| ---- | --------- |
| 2020 | 3392      |
| 2021 | 3368      |
| 2022 | 3364      |
| 2023 | 3372      |

Stand: 31. Dezember des jeweiligen Jahres
Der Bevölkerungsanstieg 2015 ist auf die Eingemeindung von Diestelow und Wendisch Waren im Jahr 2012 zurückzuführen.

## Politik

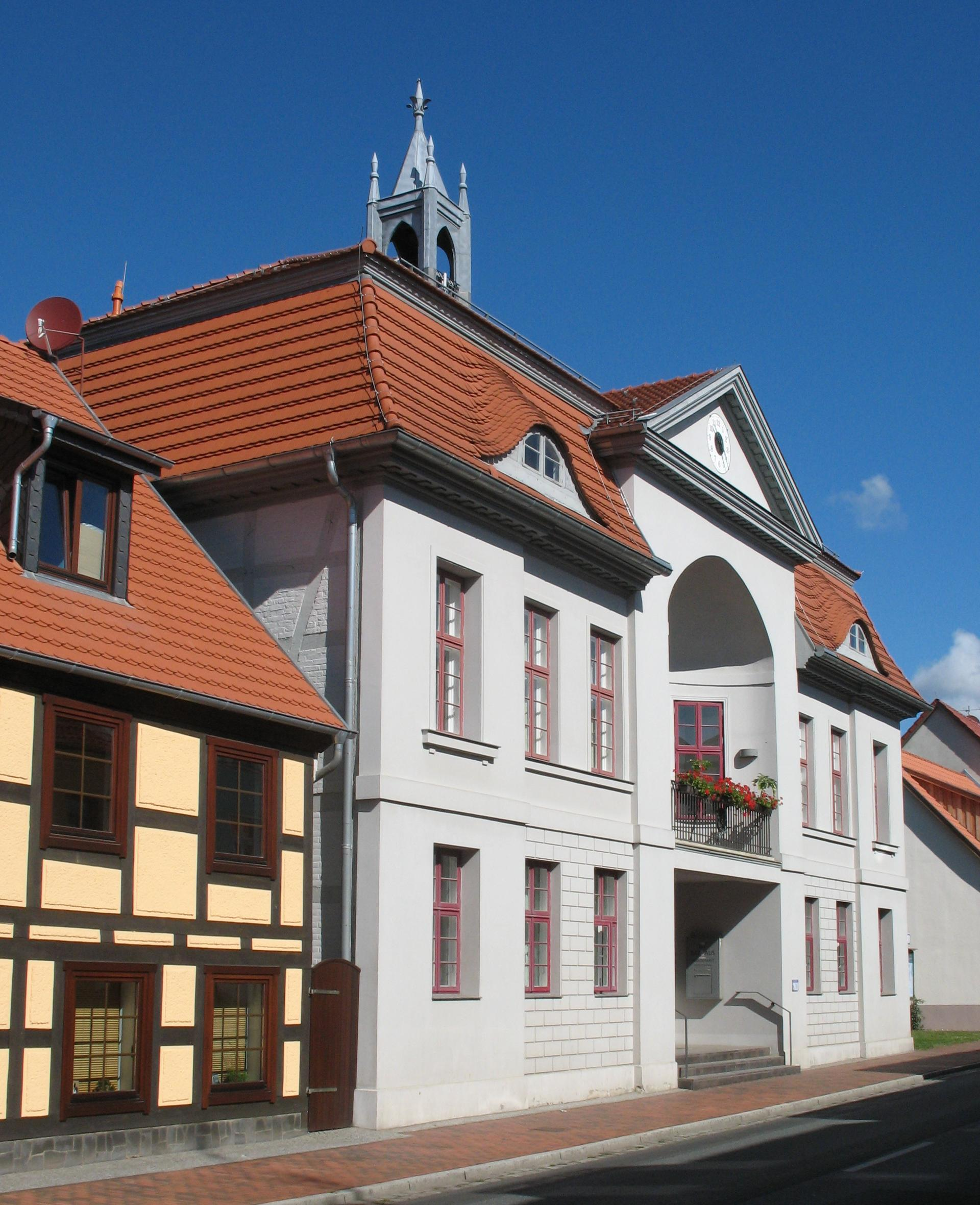
Rathaus (2013)

### Stadtvertretung
Die Stadtvertretung von Goldrerg besteht aus 14 Mitgliedern. Die Kommunalwahl am 9. Juni 2024 führte bei einer Wahlbeteiligung von 60,9 % zu folgendem Ergebnis:
| Partei / Wählergruppe                                         | Stimmenanteil 2019 | Sitze 2019 |  | Stimmenanteil 2024 | Sitze 2024 |
| ------------------------------------------------------------- | ------------------ | ---------- |  | ------------------ | ---------- |
| Freie Wähler Goldberg                                         | 29,8 %             | 4          |  | 30,8 %             | 4          |
| CDU                                                           | 39,9 %             | 6          |  | 29,5 %             | 4          |
| Unabhängige Wählergruppe Diestelow (UWD)                      | 08,6 %             | 1          |  | 14,1 %             | 2          |
| AfD                                                           | –                  | –          |  | 11,8 %             | 1          |
| Absolut unabhängige Wählergemeinschaft Wendisch Waren (AUWWW) | 06,0 %             | 1          |  | 07,4 %             | 1          |
| Die Linke                                                     | 07,3 %             | 1          |  | 03,7 %             | 1          |
| Einzelbewerber Peer Grützmacher                               | –                  | –          |  | 02,6 %             | –          |
| Einzelbewerber Dieter Langer                                  | 04,4 %             | 1          |  | –                  | –          |
| SPD                                                           | 04,0 %             | –          |  | –                  | –          |
| Insgesamt                                                     | 100 %              | 14         |  | 100 %              | 13         |

Bei der Wahl 2024 entfielen auf die AfD zwei Sitze. Da sie nur einen Kandidaten aufgestellt hatte, bleibt in der Stadtvertretung ein Sitz unbesetzt.

### Bürgermeister
- 1762 Chr. Kychenthal
- 1763 Haase
- 1796 Justus Fromman
- 1813 Theodor Floerke
- 1819 J. G. Carl Wachenhusen
- 1827 Johann Andreas Gustav Schulz
- 1830 Wilhelm Adolph Ferdinand Bolte
- 1832 Gustav Zickermann
- 1846 Heinrich Friedrich Born
- 1866 Georg Julius Meyer
- 1893 Dr. König
- 1898 Heinrich Simonis
- 1903 Otto Raspe (1915 gefallen)
- 1915 Hoek
- 1919 Wiggers
- 1919 Karl Petersohn
- 1921 Dr. Carl Eulert
- 1925 Dr. Herbert Scharffenberg
- 1928 Dr. Paul Selle
- 1945 Heinrich Zebuhr
- 1950 Paul Tiegs
- 1953 Erich Wolff
- 1973 Matthias Reinders
- 1989 Kurt Marten
- 1990 Dieter Wollschläger (parteilos)
- 2008 Peer Grützmacher (CDU)
- 2019 Gustav Graf von Westarp (Freie Wähler)

Graf von Westarp wurde in der Bürgermeisterwahl am 26. Mai 2019 gewählt. Er wurde bei der Bürgermeisterwahl am 9. Juni 2024 mit 50,7 % der gültigen Stimmen in seinem Amt bestätigt. Seine Amtsdauer beträgt fünf Jahre.

### Wappen
| Wappen der Stadt Goldberg | Blasonierung: „In Gold auf grünem Hügel, dessen Seiten mit je einem grünen Kleeblatt besteckt sind, eine vierfach gezinnte rote Mauer mit zwei dreifach gezinnten Seitentürmen nebst je zwei betagleuchteten Fenstern; zwischen den Seitentürmen ein hersehender, golden gekrönter schwarzer Stierkopf mit geschlossenem Maul und schwarzen Hörnern.“ |
| Wappen der Stadt Goldberg | Wappenbegründung: Das Wappen ist nach dem Siegelbild des SIGILLVM CIVITATIS GOLTBERGE – als Abdruck zuerst 1309 überliefert – gestaltet und in der jetzigen Form im April 1858 festgelegt worden. Mit der Anordnung eines Hügels (Berg) im goldenen Feld entstand nach sprachlicher Angleichung von Goltz (golu = kahl) an Gold ein redendes Kennzeichen für den slawisch-deutschen Mischnamen der Stadt. Der für die Parchim-Richenberger Linie des mecklenburgischen Fürstenhauses typische Stierkopf deutet auf den Herrn zu Parchim-Richenberg als Stadtgründer und Stadtherrn, die von Türmen flankierte Mauerzinne auf eine befestigte, wehrhafte Stadt. Das Wappen wurde am 10. April 1858 vom Großherzog Friedrich Franz II. von Mecklenburg-Schwerin festgelegt, 1998 im Zuge der Flaggengenehmigung neu gezeichnet und unter der Nr. 160 der Wappenrolle des Landes Mecklenburg-Vorpommern registriert. |

### Flagge

Flagge der Stadt Goldberg

Die Flagge wurde von dem Schweriner Heraldiker Heinz Kippnick gestaltet und am 20. April 1998 durch das Ministerium des Innern genehmigt.
Die Flagge ist Gelb – Rot – Gelb (1:4:1) längs gestreift. In der Mitte des roten Streifens liegt das Stadtwappen, das vier Neuntel der Höhe des Flaggentuchs einnimmt. Die Höhe des Flaggentuchs verhält sich zur Länge wie 3:5.

### Dienstsiegel
Das Dienstsiegel zeigt das Wappen der Stadt mit der Umschrift STADT GOLDBERG.

## Sehenswürdigkeiten
- Stadtkirche Goldberg, gotischer Bau von 1290, nach einem Brand 1650 wieder aufgebaut und 1842 restauriert
- Rathaus von 1828 oder 1832 mit einem neugotischen Dachreiter von 1853, um 1997/98 saniert
- Burg Goldberg von 1316, gotischer Backsteinbau, im 19. Jahrhundert zum Amtshaus umgebaut
- Fachwerkhäuser im historischen Stadtkern
- Katholische Kirche, 1845 als Synagoge erbaut, 1925 katholisch geweiht, 1960 Glocke
- Naturmuseum Goldberg mit Bauerngarten in der ehemaligen Wassermühle von 1727 am Müllerweg 2 mit Exponaten zur Stadt- und Handwerksgeschichte, Geologie, Archäologie, Flora und Fauna
- Windmühle Goldberg von 1863, Werderstraße; eine der größten Galerieholländer in Norddeutschland
- Denkmal für den Deutsch-Französischen Krieg von 1882, die Viktoria stammt von Christian Daniel Rauch als einzige original erhaltene Viktoria in Mecklenburg
- Denkmal für die Gefallenen des Ersten Weltkriegs von 1924, die „Kniende Trauernde“ stammt von Wilhelm Wandschneider
- VVN-Ehrenmal von 1946 auf dem Friedhof, Erinnerung an den Kommunisten Karl Bichel, eines von tausenden Opfern beim Untergang des KZ-Schiffes Cap Arcona im Jahr 1945
- Draisinenstrecke Karow-Goldberg-Borkow
- Aussichtsturm am Hellberg
- Sternenpark am Hellberg
- Pferdebrunnen (Bronze) von Walther Preik

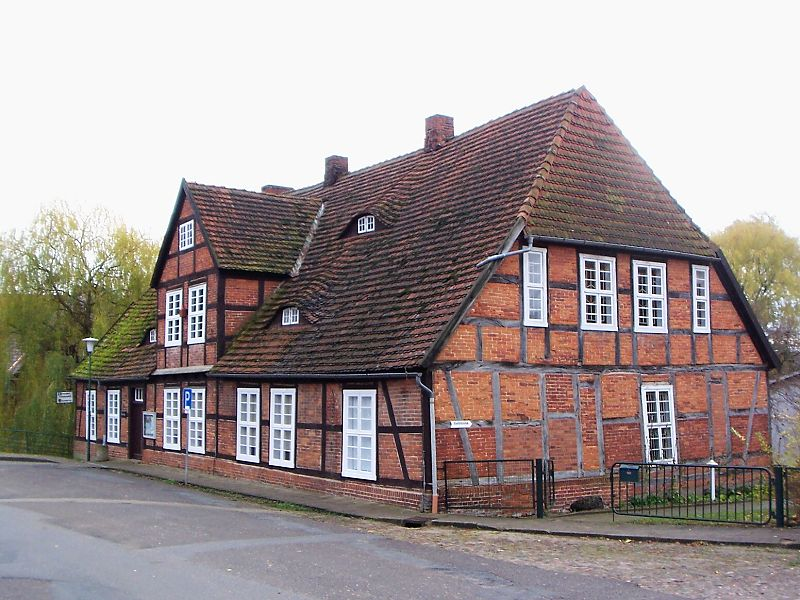
Naturmuseum Goldberg in der Wassermühle (2009)
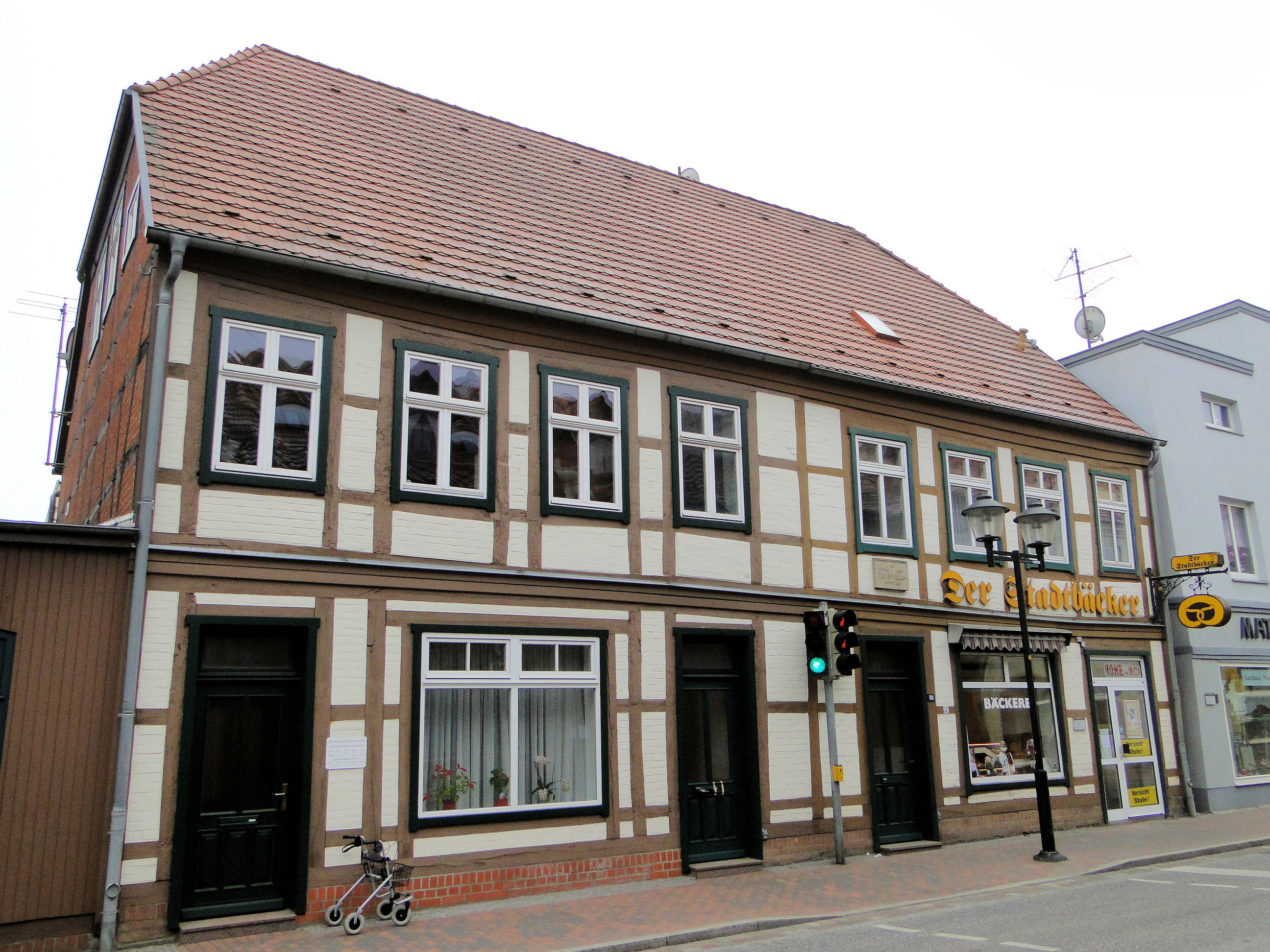
Fachwerkhaus Lange Straße 116, ehemaliges Wohnhaus von John Brinckman (2011)
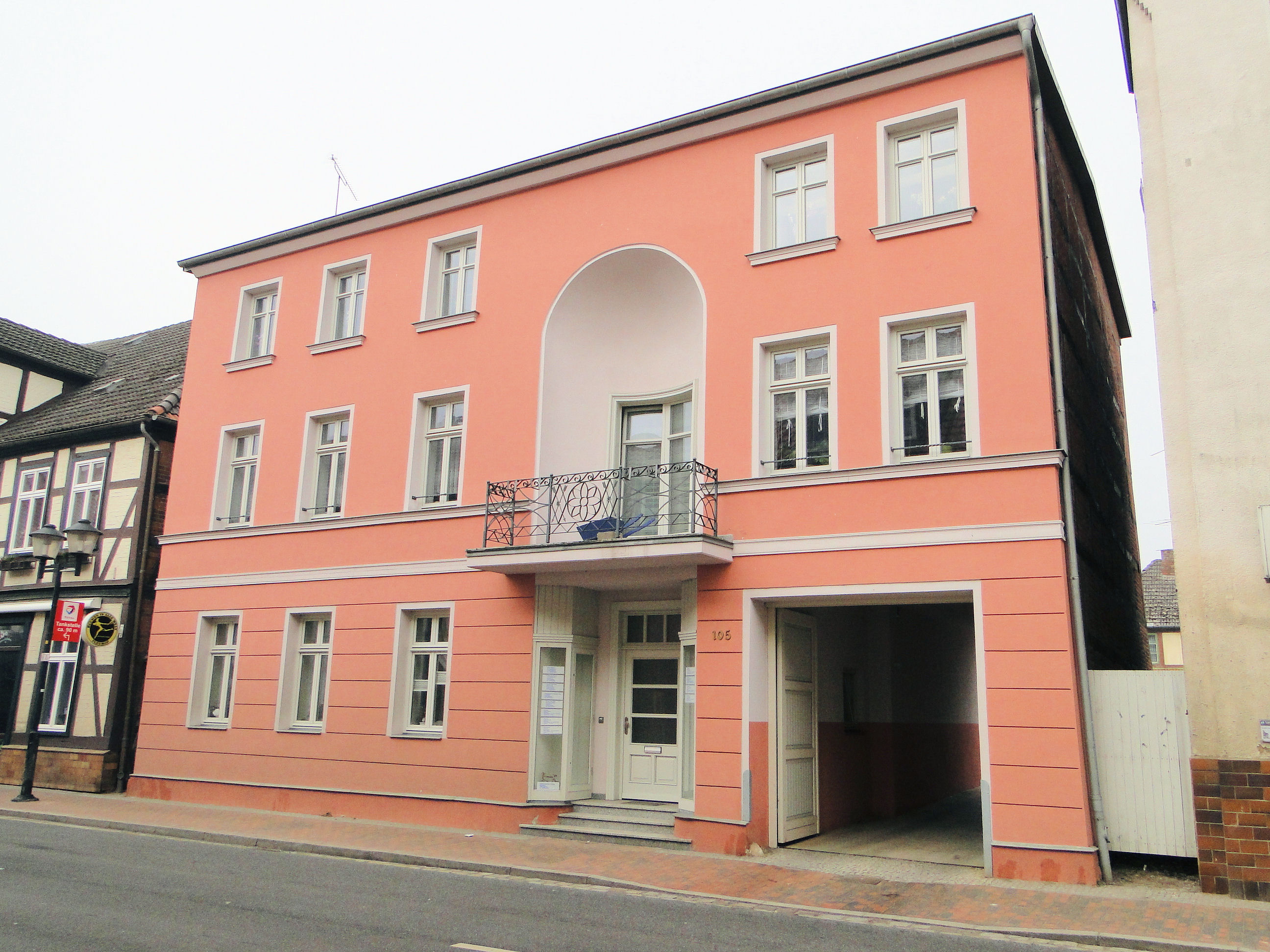
Ehemalige Privatschule in der Langen Straße, 1846–1849 durch John Brinckman geleitet (2011)
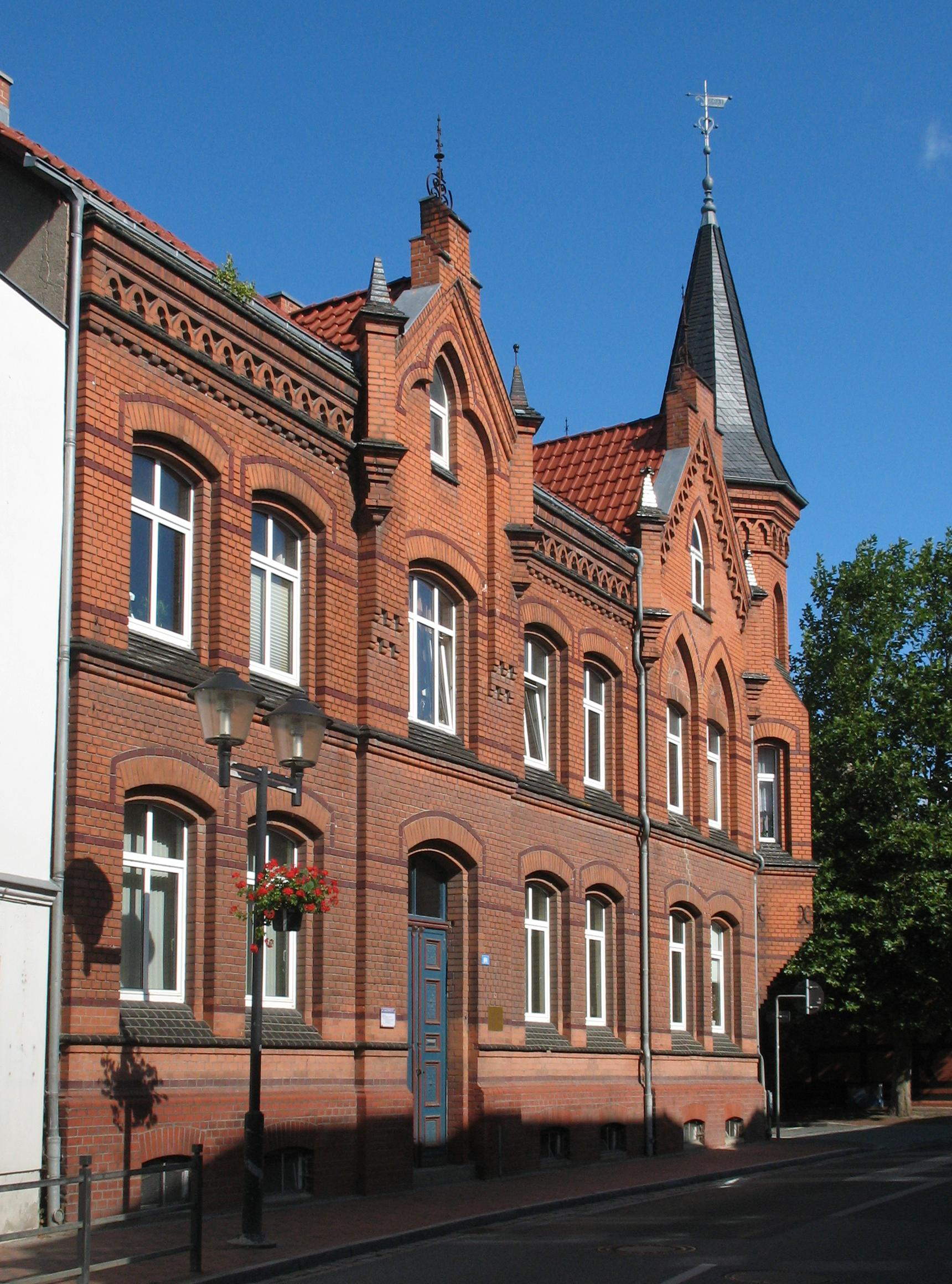
Klinkerbau der Gründerzeit, Lange Straße 101 (2013)
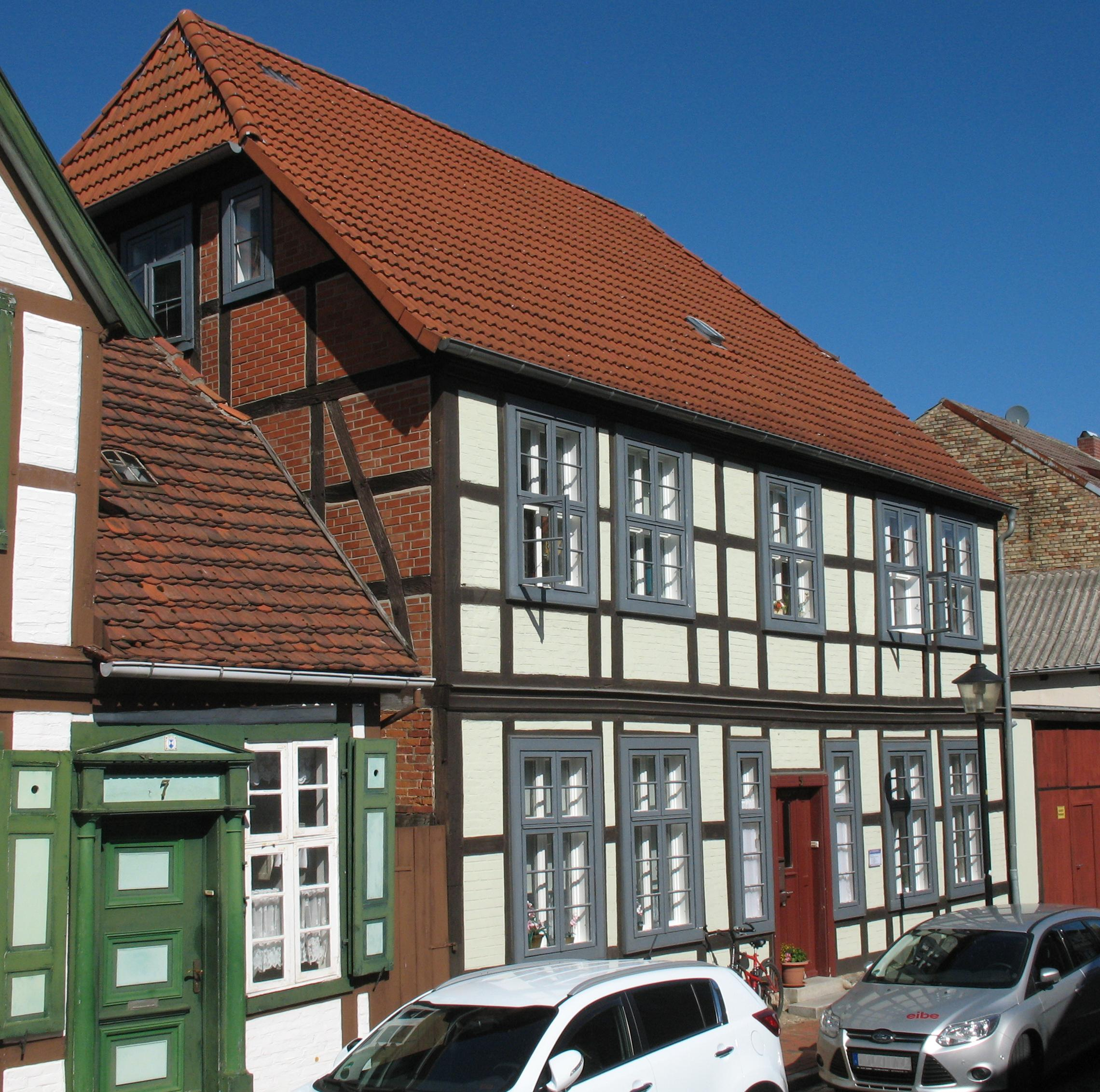
Fachwerkhaus in der Jungfernstraße (2013)
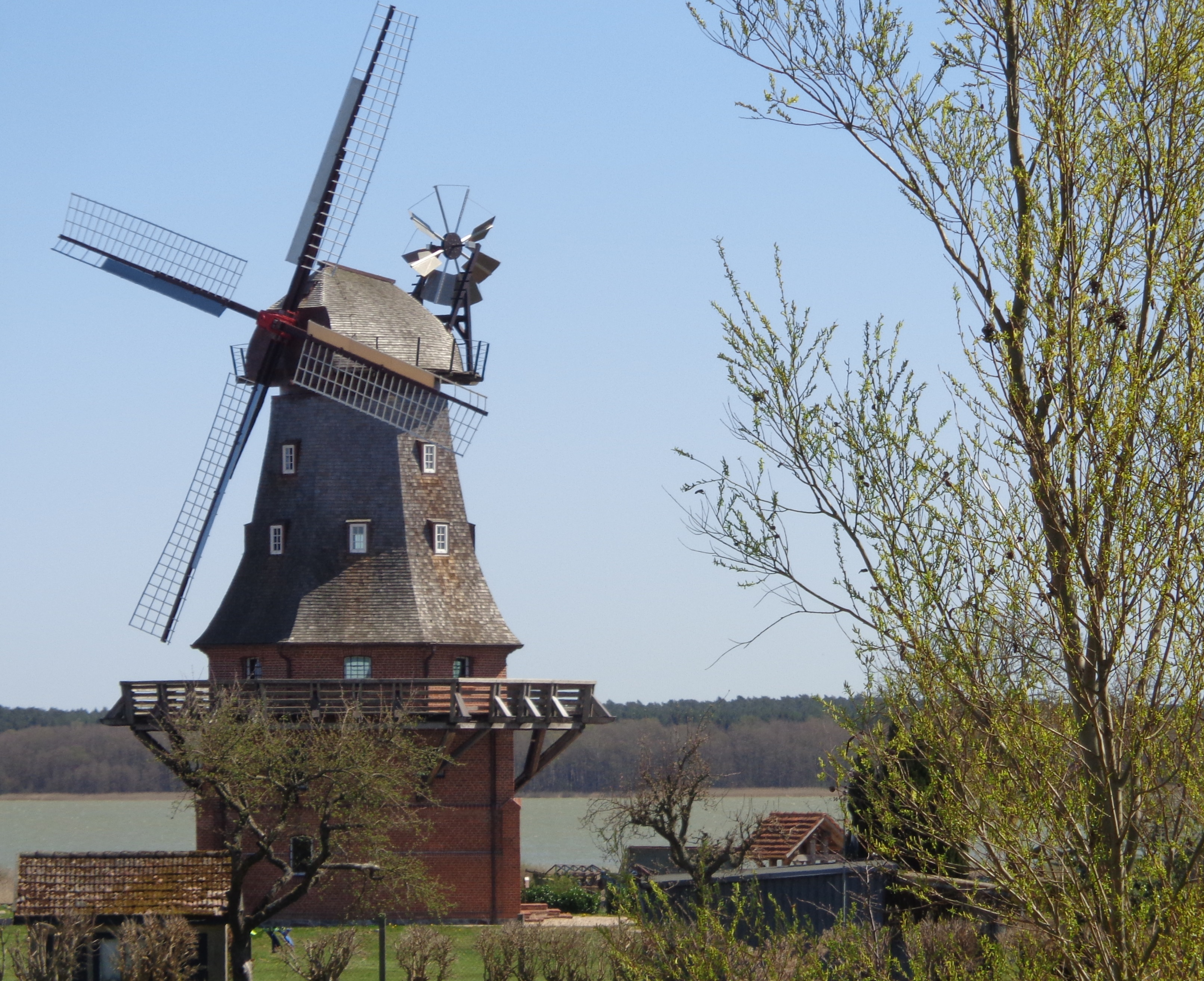
Holländerwindmühle in der Werderstraße (2015)

## Wirtschaft und Infrastruktur

### Wirtschaft

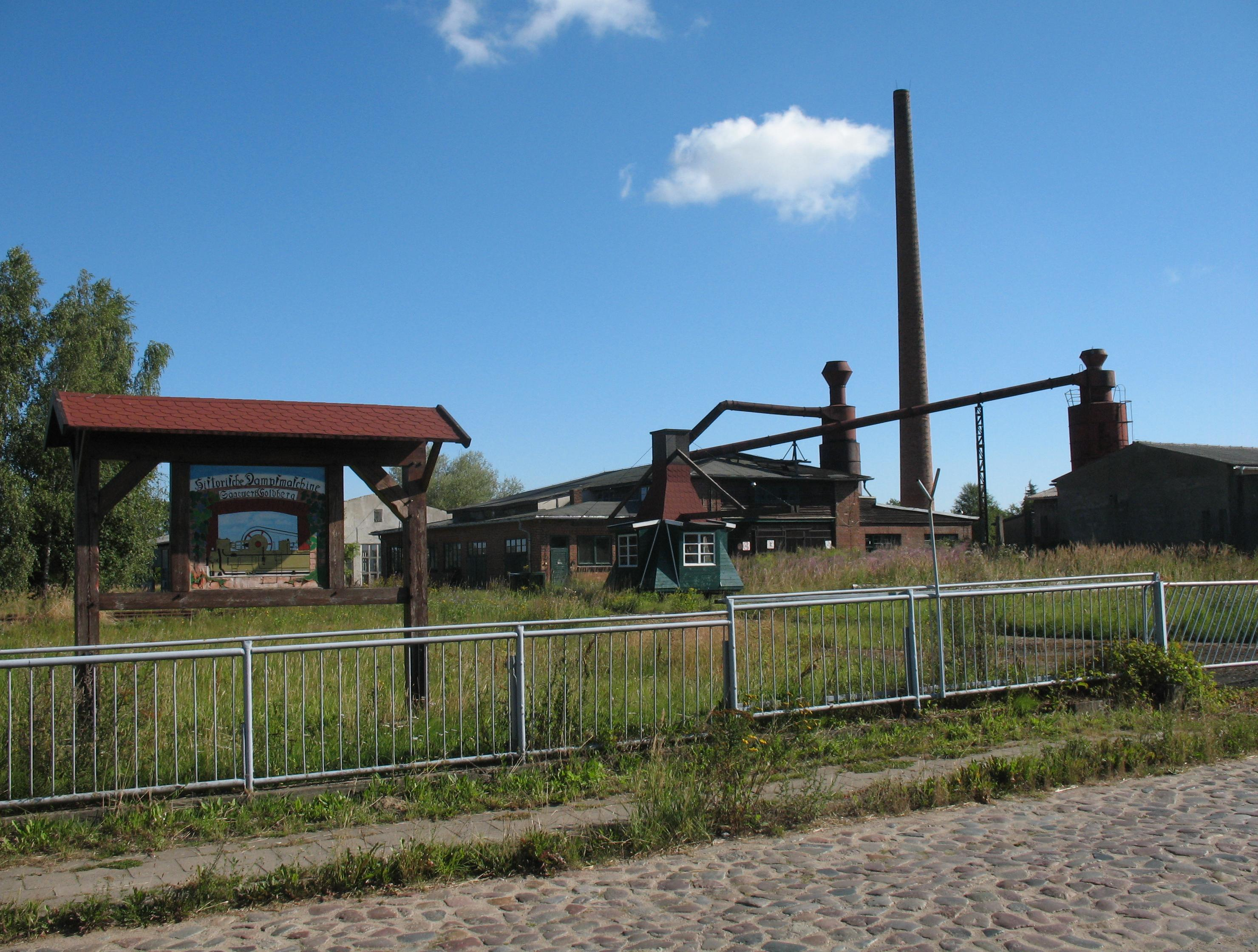
Historisches Goldberger Sägewerk an der Bahnhofstraße (2013)

Goldberg ist durch kleine und mittelständische Unternehmen verschiedener Branchen geprägt.

### Verkehr
Straße
Goldberg liegt an der Bundesstraße B 192 zwischen Sternberg und Malchow sowie an der B 392 nach Crivitz. Die nächstgelegenen Autobahnanschlussstellen sind Krakow am See in 27 und Malchow in 23 Kilometern Entfernung an der Bundesautobahn A 19 (Berlin–Rostock).
Bahn und Bus
Goldberg verfügt über keinen Bahnanschluss. Die nächsten Bahnhöfe liegen im 28 Kilometer entfernten Güstrow, im 31 Kilometer entfernten Bützow und im 30 Kilometer entfernten Parchim.
Der Bahnhof Goldberg (Meckl) lag an der Bahnstrecke Wismar–Karow. Der Personenverkehr wurde 1996 eingestellt. Die Strecke wird jetzt als Draisinenbahn genutzt. Über den Regionalbusverkehr ist Goldberg an Parchim, Sternberg, Schwerin und Güstrow angebunden.

### Öffentliche Einrichtungen
Allgemein
- Rathaus, Lange Straße 67
- Stadtbibliothek, Lange Straße 90
- Freiwillige Feuerwehr, John-Brinckman-Str. 4
- Polizeidienststelle, Lange Straße 67
- Begegnungsstätte, Sportplatz 4
- Jugendclub, Parkstraße 14
- Natur-Museum, Müllerweg 2

Schulen

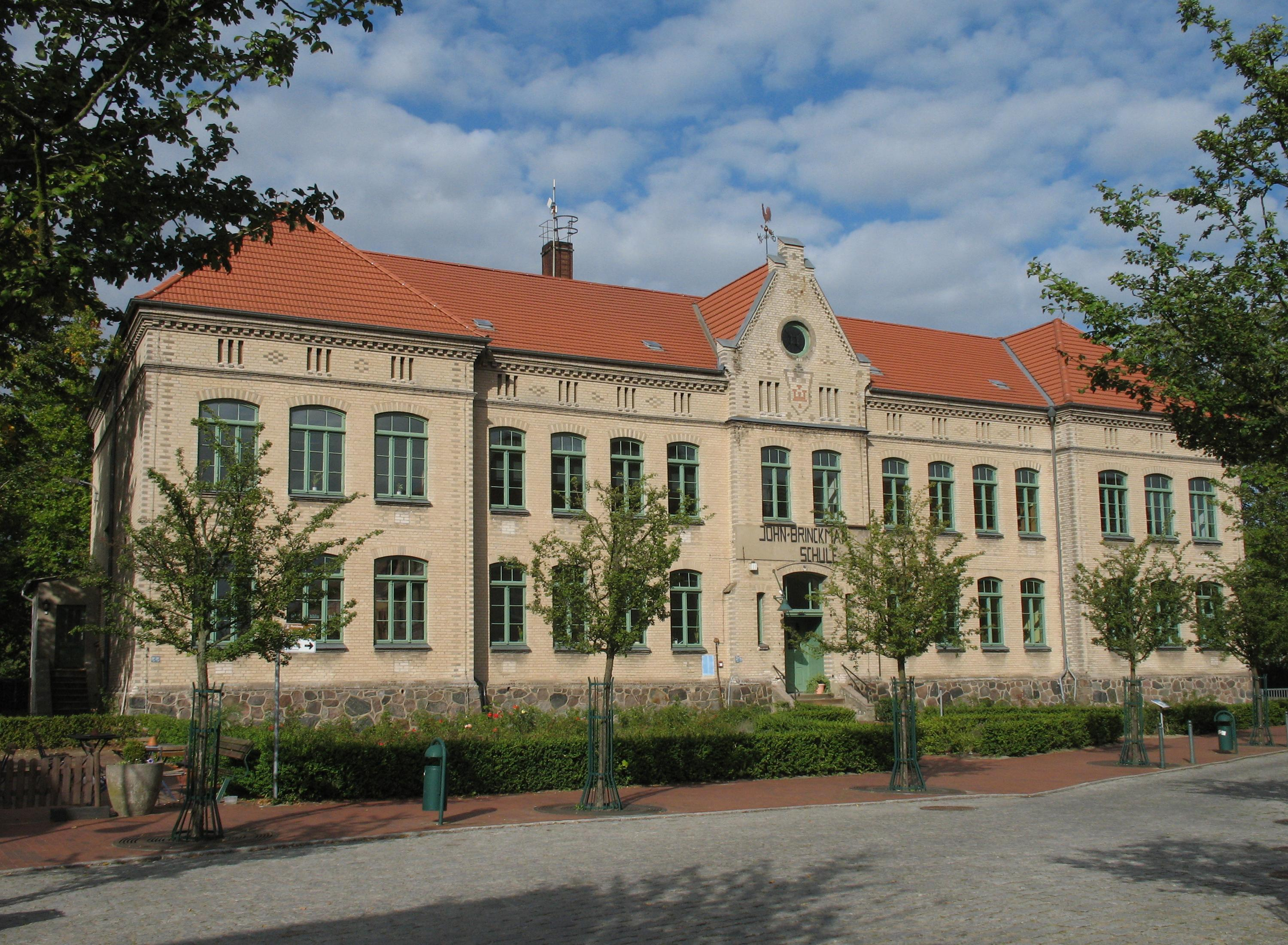
John Brinckman-Schule (2012)

- Grundschule „John Brinckman“, Schützenplatz 2
- Regionale Schule „Walter Husemann“, John-Brinckman-Straße 39, Ganztagsschule für die Jahrgangsstufen fünf bis zehn, 1980 erbaut

Soziales
- Kindertagesstätte „Weltentdecker“, John-Brinckman-Straße 13
- Kindertagesstätte Stiftung Rohlack, Güstrower Straße 11
- Spiel- und Freizeitzentrum Goldberg, Bollbrügger Weg 1

Kirchen
- Evangelisch-lutherische Pfarre Goldberg, Kirchenstraße 23
- Evangelisch-lutherische Pfarre, Woosten, Dorfstraße 20
- Neuapostolische Kirche – Gemeinde Goldberg, Amtsstraße 11
- Katholische Kirche, Pfarramt Goldberg, Jungfernstraße 32

Vereine
- TSV Goldberg 1902
- Naturschutzbund Deutschland (NABU)
- Der Goldberger Altstadtverein von 2003
- Goldbergkunst, Lange Straße 76
- Schützenverein Grüner Jäger 1931, Crivitzer Chausee
- Förderverein der Freiwilligen Feuerwehr Goldberg
- Kleingartenverein Mühlenkamp e. V.
- Gartenverein Krückenbreite
- Gartenverein Schwarzer Weg
- Gemeinsam für Goldberg e. V.

## Persönlichkeiten

### Söhne und Töchter der Stadt
- C. Gustav Kleffel (1774–1807), Hofmedikus, Übersetzer "Der Cid"
- Ludwig Gustav Kleffel (1807–1885), Kaufmann, gilt als Pionier der Fotografie, Autor "Handbuch der practischen Photographie"
- Ernst Friedrich Wilhelm Christian Duge (1808–1884), Notar und Registrator, Stadtsekretär, Autor der „Urkundlichen Nachrichten über Goldberg und Umgegend“ (1883)
- Heinrich Alexander Seidel (1811–1861), Schriftsteller
- Albert Koeppen (1822–1898), Rechtswissenschaftler und Hochschullehrer
- Max Burgmann (1844–1929), Bürgermeister von Schwerin
- Max Brinckman (1846–1927), Unternehmer
- Karl Bernhard (1859–1937), Bauingenieur
- Karl Lindemann (1881–1965), Kaufmann
- Ludwig Oldach (1888–1987), Politiker (NSDAP), SS-Standartenführer
- Heinrich Eingrieber (1896–1979), Maler, Begründer des Kreisheimatmuseums Goldberg
- Otto Plagemann (1903–1998), Finanzbeamter, NSDAP-Kreisleiter in Westfalen-Lippe[20]
- Fritz Tack (* 1942), Politiker (Die Linke)
- Peter Larisch (* 1950), Handballspieler

### Mit Goldberg verbundene Persönlichkeiten
- Ludolf von Dale, 1309-1332 Pfarrer in Goldberg
- Johann III. (vor 1300–1352), Herr zu Werle-Goldberg
- Johann Christian Koppe (1757–1827), Universitätsbibliothekar, lebte in Goldberg
- Johann Dietrich Zylius (1764–1820), Privatgelehrter, lebte in Goldberg
- Otto Kychenthal (1777–1841), Apotheker, Entdecker der Quelle und Begründer des Stahlbads Goldberg
- Louis Fischer (1784–1845), Maler, lebte in Goldberg
- Johann Bornemann (1791–1868), Bade- und Brunnenarzt, wirkte und starb in Goldberg
- John Brinckman (1814–1870), Schriftsteller, von 1846 bis 1849 Lehrer in Goldberg
- Johann Metelmann (1814–1883), Lehrer in Goldberg
- Hans Klohß (1879–1954), Maler, lebte 1912-1913 in Goldberg
- Rudolf Krüger (1898–1968), Politiker (NSDAP), 1924 bis 1932 Lehrer in Goldberg
- Jürgen Peters (1931–2009), Designer, in Goldberg aufgewachsen
- Peter Kurth (* 1957), Schauspieler, in Goldberg aufgewachsen
- Gerd Wessig (* 1959), Olympiasieger im Hochsprung, in Goldberg aufgewachsen
- Fred Ruchhöft (* 1971), Historiker, Leiter des Naturmuseums Goldberg

### Gedruckte Quellen
- Mecklenburgisches Urkundenbuch (MUB)
- Mecklenburgische Jahrbücher (MJB)

### Ungedruckte Quellen
Landeshauptarchiv Schwerin (LHAS)
- LHAS 1.5-4/3 Urkunden Kloster Dobbertin.
- LHAS 3.2-3/1 Landeskloster/Klosteramt Dobbertin.
- LHAS 5.12-4/3 Ministerium für Landwirtschaft, Domänen und Forsten, Abt. Siedlungsamt.

Stadtarchiv Goldberg
Museum Goldberg
Ratsinformationssystem der Stadt Goldberg